# NGC 488
NGC 488 est une vaste galaxie spirale vue de face située dans la constellation des Poissons. NGC 488 a été découverte par l'astronome germano-britannique William Herschel en 1784. 

## Caractéristiques
Sa vitesse par rapport au fond diffus cosmologique est de 1 958 ± 22 km/s, ce qui correspond à une distance de Hubble de 28,9 ± 2,1 Mpc (∼94,3 millions d'al).
À ce jour, sept mesures non basées sur le décalage vers le rouge (redshift) donnent une distance de 29,014 ± 1,514 Mpc (∼94,6 millions d'al), ce qui est à l'intérieur des valeurs de la distance de Hubble.
La classe de luminosité de NGC 488 est II et elle présente une large raie HI. Cette galaxie possède un nombre inhabituellement élevé de bras spiraux.

## Morphologie

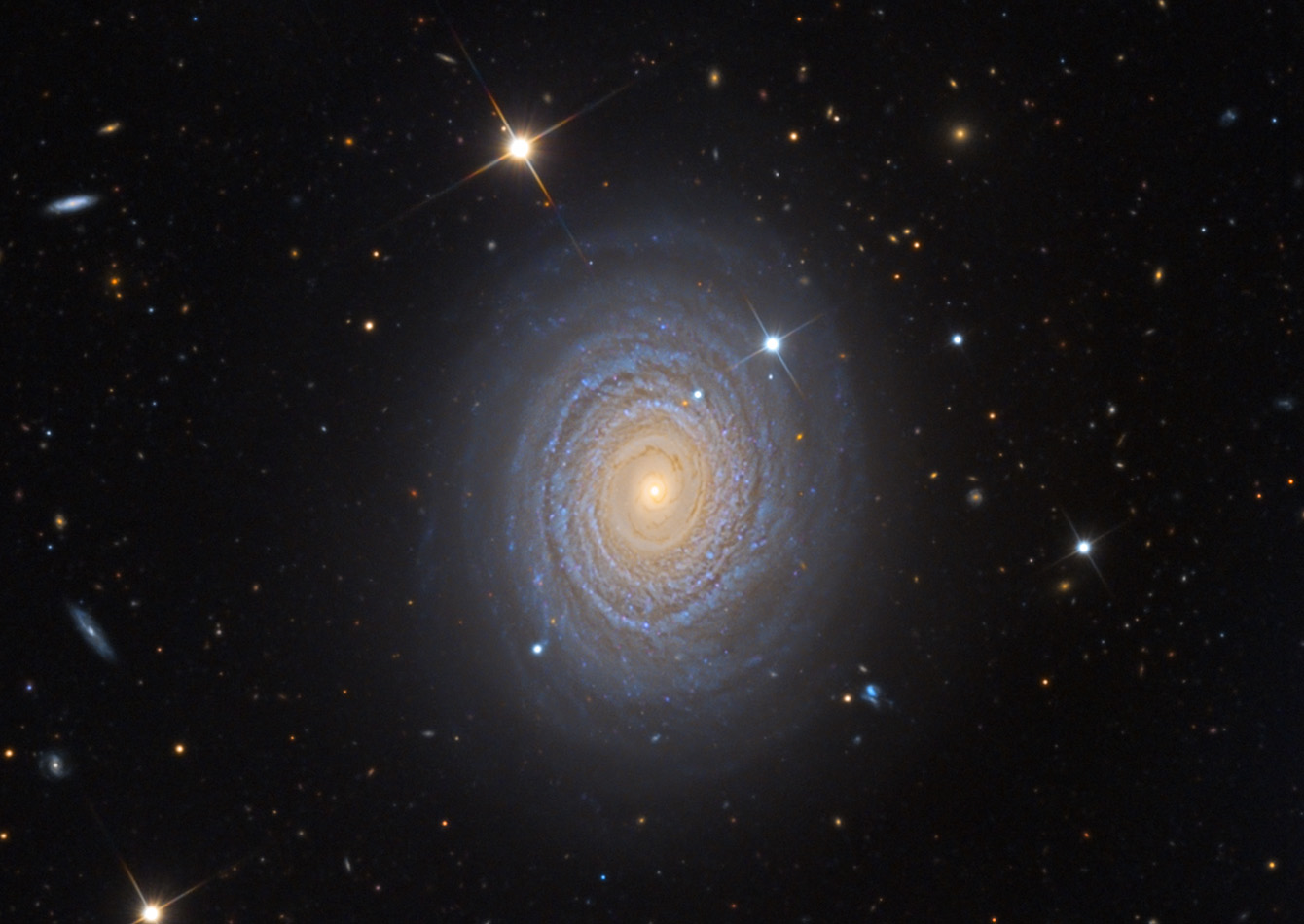
NGC 488. Crédit : Adam Block/Mount Lemmon SkyCenter/University of Arizona

Eskridge, Frogel et Pogge ont publié un article en 2002 décrivant la morphologie de 205 galaxies spirales ou lenticulaires rapprochées. Les observations ont été réalisées dans la bande H de l'infrarouge et dans la bande B (le bleu). Selon Eskridge et ses collègues, NGC 488 est de type Sa dans la bande B et dans la bande H. NGC 488 est une galaxie que l'on voit presque de face. Son noyau lumineux et circulaire est noyé dans un grand bulbe elliptique. Le bulbe et le disque ont le même angle de position. Il y a de légers motifs en spirale, avec des bras fins et lisses étroitement enveloppés.intégré dans un disque lisse. Il n’y a pas de zones proéminentes de formation d'étoiles.

## Supernova
Deux supernovas ont été découvertes dans NGC 488 : SN 1976G et SN 2010eb. 

### SN 1976G
Cette supernova a été découverte le 21 octobre 1976 par l'astronome hongrois Miklós Lovas de l'observatoire Konkoly et par l'astronome suisse Paul Wild de l'université de Berne. Le type de cette supernova n'a pas été déterminé.

### SN 2010eb
Cette supernova a été découverte le 26 mai 2010 par l'astronome amateur sud africain Berto Monard. Cette supernova était de type Ia.

## Groupe de NGC 470
NGC 488 appartient au groupe de NGC 470 qui comprend au moins 13 galaxies. Ce groupe comprend les galaxies NGC 470, NGC 474, NGC 485, NGC 488, NGC 489, NGC 502, NGC 516, NGC 518, NGC 520, NGC 522, NGC 524, NGC 525 et NGC 532.
Le groupe de NGC 470 devrait comprendre au moins 4 autres galaxies brillantes dans le domaine des rayons X (NGC 509, IC 101, IC 114 et CGCG 411-0458 (PGC 4994)) car elles sont dans la même région de la sphère céleste et à des distances similaires à celles du groupe.